# Alfred zu Löwenstein-Wertheim-Freudenberg

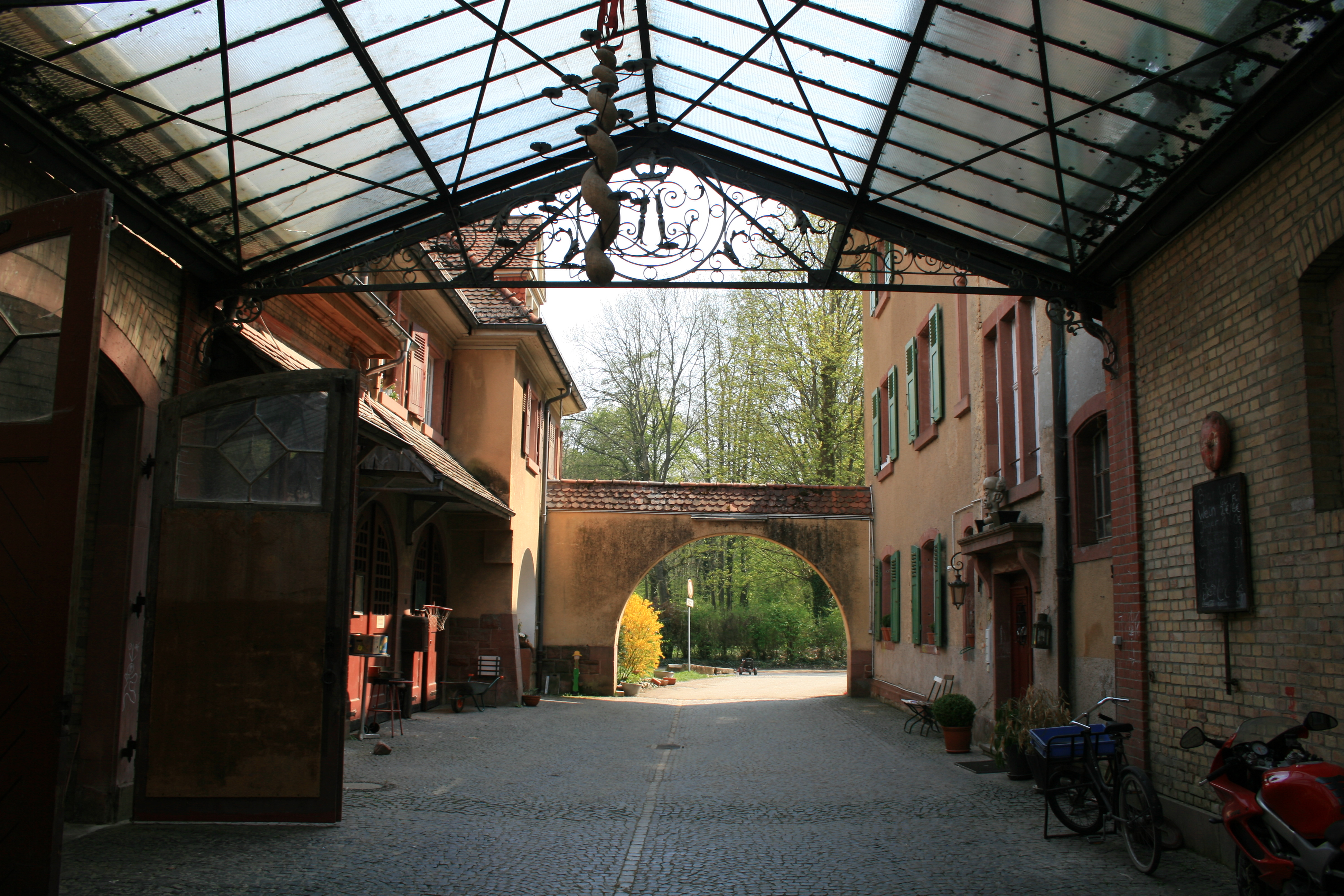
Hofgut Langenzell – Am Glasdach die Initialen von Alfred zu Löwenstein-Wertheim-Freudenberg

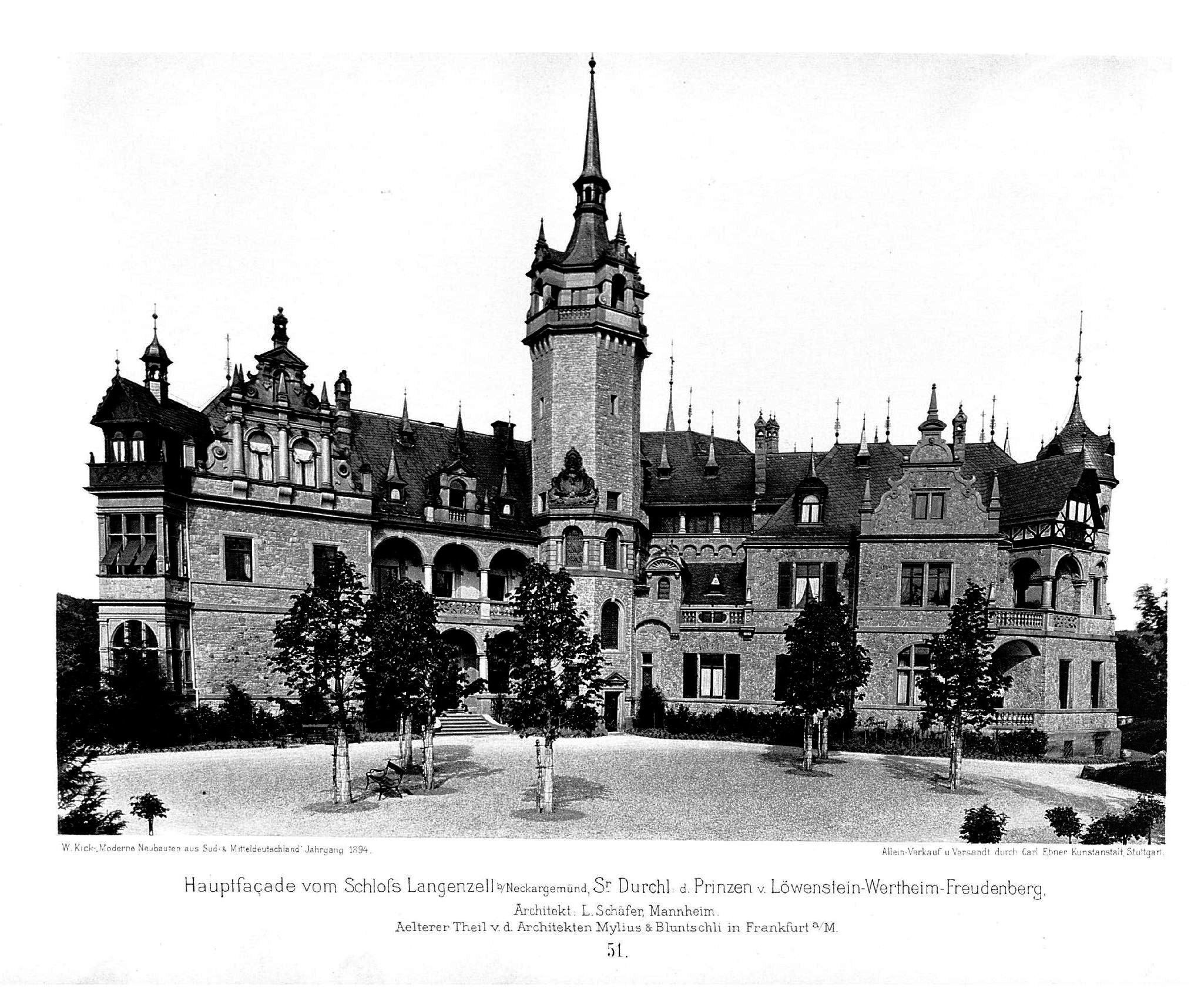
Neues Schloss Langenzell

Alfred Ludwig Wilhelm Leopold Prinz zu Löwenstein-Wertheim-Freudenberg (* 19. Oktober  1855 in Siebleben; † 20. April 1925 auf Schloß Langenzell) war ein deutscher Hochadeliger und Gutsbesitzer sowie badischer Landtagsabgeordneter.

## Leben
Er gehörte zur Familie Löwenstein-Wertheim-Freudenberg, einer Linie des hochadeligen Geschlechts der Löwenstein-Wertheim. Sein Vater war Fürst Wilhelm zu Löwenstein-Wertheim-Freudenberg (1817–1887), seine Mutter Olga Clara, eine geborene Gräfin von Schönburg-Forderglauchau (1831–1868). 
Anlässlich der Hochzeit schenkte die Brautmutter dem Paar das Gut Langenzell. Sie ließen dort bis 1883 das Neue Schloss errichten. Alfred zu Löwenstein-Wertheim-Freudenberg engagierte sich in der Landwirtschaft und der Pferdezucht. Er war lange Jahre Präsident der Badischen Landwirtschaftskammer sowie Mitgründer und bis 1919 Präsident (danach Ehrenpräsident) des Verbandes der Unterbadischen Pferdezuchtgenossenschaft. Bis zu seinem Tod war er Mitglied des Badisch-Unterländer Fischerei-Vereins. Von 1905 bis 1912 war er Abgeordneter in der Ersten Kammer des badischen Landtags. Mit Ausnahme des Neuen Schlosses wurde das Gut Langenzell 1913 an die Zuckerfabrik Waghäusel (heute zu Südzucker) verpachtet.
Richard zu Sayn-Wittgenstein-Berleburg starb am 25. April 1925 bei der Rückfahrt von der Beerdigung seines Schwiegervaters bei einem Autounfall.

### Wirtschaftliche Aktivitäten
Er war Mitbegründer der Westafrikanischen Pflanzungsgesellschaft „Viktoria“, die während und nach der deutschen Kolonialzeit ausgedehnte Plantagen in Kamerun unterhielt.

## Familie
Prinz Alfred heiratete 1880 Pauline Gräfin von Reichenbach-Lessonitz (1858–1927), Tochter von Graf Wilhelm (1824–1866) und Gräfin Amélie von Reichenbach-Lessonitz (1838–1912). Aus der Ehe sind acht Kinder entsprossen:
- Olga Amalie Wilhelmine Ernestine Marie Pauline (1880–1961)
- Pauline (1881–1945)
- Amelie Caroline Ludwiga Gabriele (1883–1978); ⚭ 1903 Otto Friedrich Graf zu Castell-Castell, Generalmajor und Flügeladjutant des Königs Ludwig III. (Bayern)

- Madeleine Wilhelmine Felice Ludovika (1885–1976)
- Ilke (1887–1971)
- Gabriele (1888–1992)
- Elisabeth Ferdinandine (1890–1953)
- Udo Amelung Karl Friedrich Wilhelm Oleg Paul (1896–1980), als Fürst von 1931 bis 1980 Chef des Hauses Löwenstein-Wertheim-Freudenberg[5]